# Bohdan Kościuszko Chobołtowski
Bohdan Kościuszko Chobołtowski (Chobotowski) herbu własnego – sędzia włodzimierski w latach 1566-1584, podsędek włodzimierski w 1566 roku.
Poseł na sejm lubelski 1569 roku z województwa wołyńskiego, podpisał akt unii lubelskiej. Poseł na sejm 1570 roku z województwa wołyńskiego. Poseł na sejm koronacyjny 1574 roku z Wołynia.